# ماریاپلدر، استرین
استرین (به هلندی: Mariapolder) یک منطقهٔ مسکونی در هلند است که در استرین واقع شده‌است.